# Брейккор
Брейкко́р (англ. breakcore) — стиль екстремальної електронної музики, що поєднує в собі елементи драм-енд-бейсу, хардкор-техно і орієнтується на брейкбіт IDM-звук, швидкісний, складний, максимально щільний.

## Історія
В той час, як «хардкор-техно» або просто «хардкор» почав приживатись в Європі, брейккор як жанр почав набувати більш конкретних форм в інших частинах світу. Натхненний новими лейблами, такими як Addict з Мілуокі, США; Peace Off з Ренна, Франція; Sonic Belligeranza з Болоньї, Італія; і Planet Mu з Лондона, він почав набувати нової форми, додаючи більше елементів мешапу і IDM до хардкорних звуків. Кожен із цих лейблів почав залучати у свою музику аспекти власних соціальних та естетичних сцен, дозволяючи навіть ширше визначити те, що можливо в музиці.
У Європі жанр брейккору був підкріплений рейвами та клубними заходами, такими як бельгійський Breakcore Gives Me Wood featuring local acts such as UndaCova and Sickboy; Breakcore A Go Go, в Нідерландах, проведеними FFF і Bong-Ra; а також Anticartel у Ренні, де знаходиться PeaceOff, а пізніше Wasted  у Берліні та Bangface у Лондоні.
Брейккор піддавався змінам і розгалуженням. Багато нових виконавців брейккору (наприклад, Mochipet тощо) зосереджуються на мелодичних прогресіях і складному програмуванні барабанів, тоді як інші виконавці все ще зосереджуються на спотворених хардкорних брейкбітах і темних музичних впливах (таких як хеві-метал і індастріал). Виконавець Venetian Snares створив брейккор, змішаний з елементами класичної музики.Інші виконавці, такі як Shitmat, Sickboy, DJ Scotch Egg і Drop the Lime обирають інший напрямок у бік мешапу, хепі-хардкору та рейву, створюючи легше, гумористичніше звучання. Підйом музики чиптюну також поєднався з брейккором у таких виконавців, як Tarmvred. Сцена вільних вечірок у Великій Британії також виявила велику зацікавленість у створенні та розповсюдженні власних версій брейккору. Команди та лейбли, такі як Life4land, Hekate, Headfuk і Bad Sekta допомагали просувати сцену та звучання вперед, а також залучали низку міжнародних артистів для гри на вечірках і нічних клубах. Брейккор неухильно набирає популярності, а виконавці-початківці розкидані по Інтернету.
У Breakcore: Identity and Interaction on Peer-to-Peer соціолог Ендрю Вілан зазначає, що Venetian Snares став «синонімом брейккору, тому альтернативні стилі відходять на другий план». Він додає, що брейккор є найкращим прикладом музичного жанру. чий розвиток нерозривно пов’язаний з онлайн і пірінговим розповсюдженням.

## Виконавці
- Machine Girl
- Aaron Spectre

- Awhoustic
- Venetian Snares
- Renard
- Drumcorps
- Rotator
- Bong-Ra
- Enduser
- Shitmat
- Xanopticon
- Society Suckers
- Passenger of Shit
- Igorrr
- SA†AN
- Distimia
- Sewerslvt
- Rory in early 20s
- goreshit